# Cabo Renier

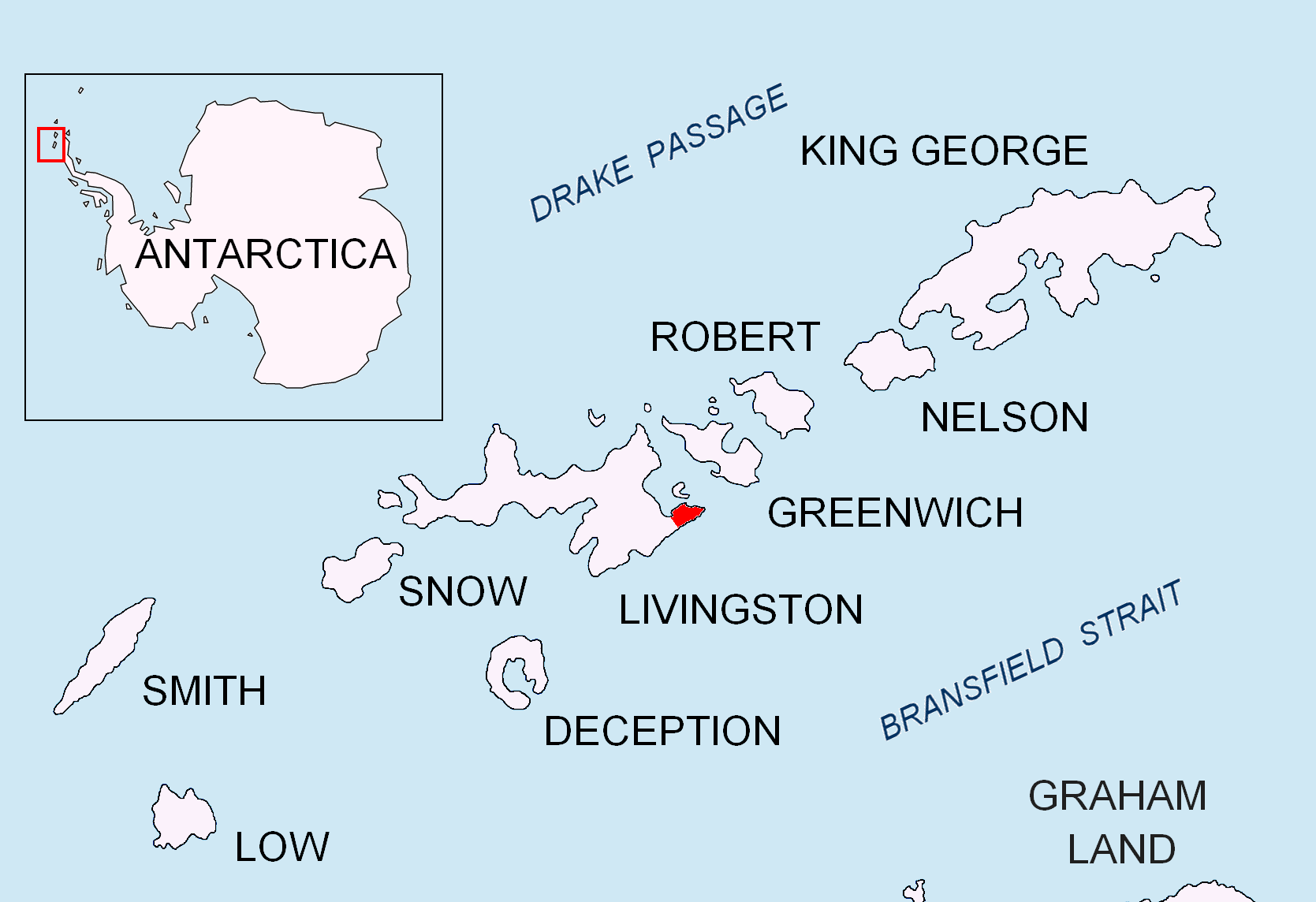
Localização da península Burgas, Ilha Livingston nas Ilhas Shetland do Sul.

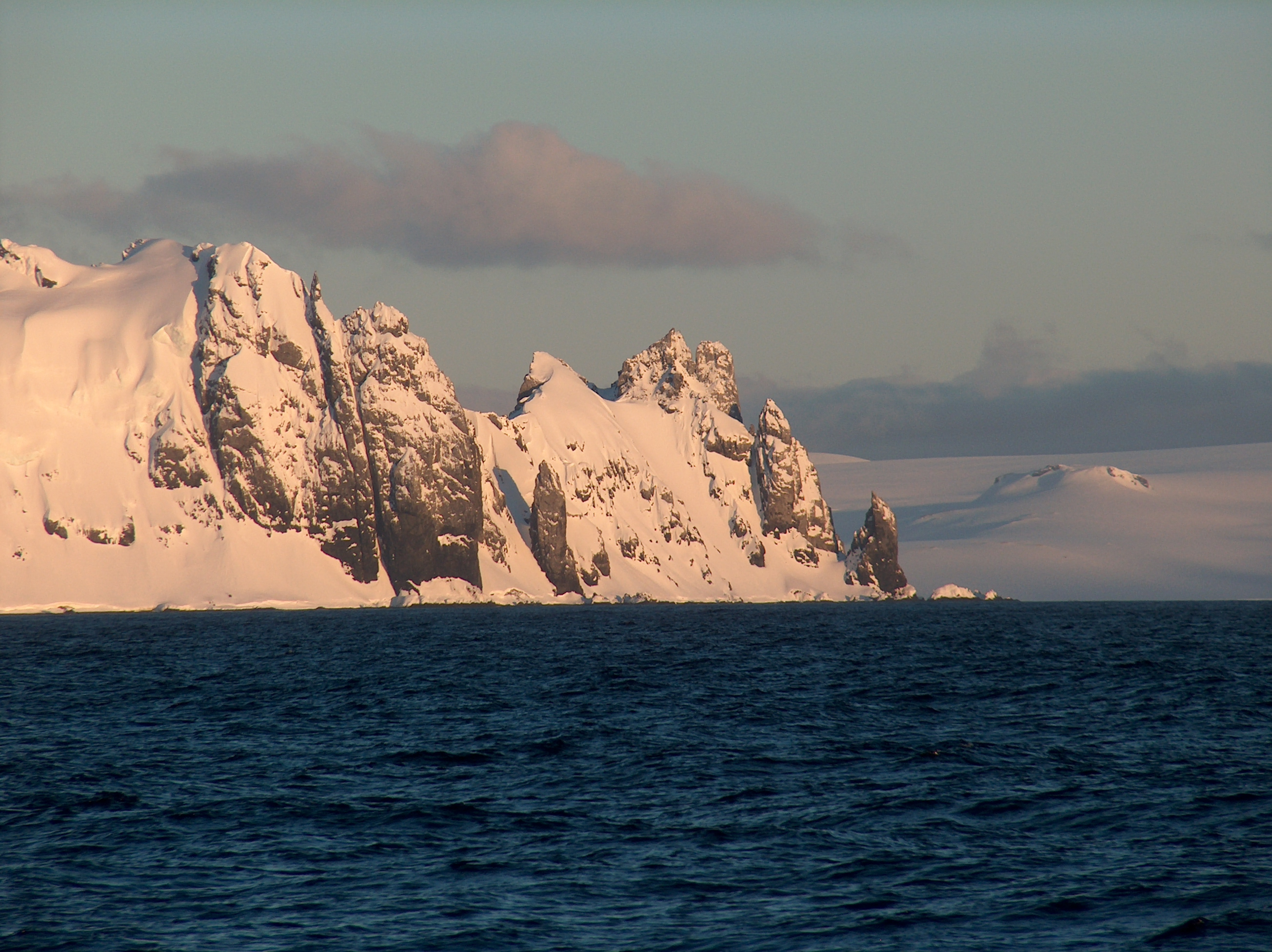
Cabo Renier visto do estreito Bransfield.

O cabo Renier é um cabo estreito formando a extremidade oriental tanto da península Burgas como da ilha Livingston nas Ilhas Shetland do Sul, na Antártida.  A feição foi conhecida dos caçadores de foca como cabo Renier logo no início de 1821.  O nome ‘Cabo Pin’, dado pelo pessoal das Investigações Discovery no Discovery II em 1935, foi rejeitado em favor do nome original.

## Mapas
- L.L. Ivanov et al. Antarctica: Livingston Island and Greenwich Island, South Shetland Islands. Scale 1:100000 topographic map. Sofia: Antarctic Place-names Commission of Bulgaria, 2005.
- L.L. Ivanov. Antarctica: Livingston Island and Greenwich, Robert, Snow and Smith Islands. Scale 1:120000 topographic map.  Troyan: Manfred Wörner Foundation, 2009.  ISBN 978-954-92032-6-4

## Fonte
Este artigo incorpora material em domínio público  de United States Geological Survey   , documento "Cabo Renier" (conteúdo do Geographic Names Information System).